# Plaça Reial
La Plaça Reial (o Plaza Real in spagnolo) è una piazza quadrata che si trova nel Barri Gòtic di Barcellona.
La piazza è collegata con La Rambla ed è nota per la movimentata vita notturna, per la fontana posta al centro della piazza stessa,  il cui progetto urbanistico è opera di Antoni Rovira i Trias, e per le palme che la adornano.
La piazza è stata progettata da Francesc Daniel Molina mentre i lampioni furono realizzati da Antoni Gaudí, alla sua prima commissione urbana.
La piazza è gemellata con la Piazza Garibaldi di Città del Messico e dal 1988 e si celebrano qui festival di musica mariachi.
Nel 2013 è stata utilizzata come set di registrazioni per la terza stagione della telenovela argentina Violetta.